# Стефано Ді Кола
Стефано Ді Кола (італ. Stefano Di Cola, 11 грудня 1998) — італійський плавець.
Учасник Олімпійських Ігор 2020 року.
Призер Чемпіонату Європи з водних видів спорту 2018, 2020 років.
Призер літньої Універсіади 2019 року.